# Calabacilla
Calabacilla är en ort i Mexiko.   Den ligger i kommunen Guadalupe y Calvo och delstaten Chihuahua, i den nordvästra delen av landet, 1 100 km nordväst om huvudstaden Mexico City. Calabacilla ligger 2 416 meter över havet och antalet invånare är 115.
Terrängen runt Calabacilla är huvudsakligen kuperad, men åt nordost är den bergig. Calabacilla ligger uppe på en höjd. Runt Calabacilla är det mycket glesbefolkat, med 6 invånare per kvadratkilometer. Närmaste större samhälle är Coloradas de los Chávez, 12,2 km väster om Calabacilla. I omgivningarna runt Calabacilla växer huvudsakligen savannskog.